# Jean-Paul Jennequin
Jean-Paul Jennequin, né à Paris le 7 février 1960, est un auteur de bandes dessinées, critique, éditeur et traducteur français. Il a notamment signé la traduction française de From Hell (Alan Moore/Eddie Campbell) et Black Hole (Charles Burns).

## Biographie
Jean-Paul Jennequin est né le 7 février 1962 à Paris.
Il édite de 1994 à 1997 la revue Bulles gaies, consacrée à la bande dessinée gay et lesbienne, où il a réédité Les folles nuits de Jonathan, fresque intimiste narrant l'éducation parisienne d'un jeune homme à la découverte de sa sexualité.
Il est l'un des fondateurs et des animateurs du fanzine du comics Scarce, qui a plus de 70 numéros.
Les éditions Béthy l'avaient chargé entre 1997 et 1999 de diriger la collection Comics Culture où il publie Frank Miller, Todd McFarlane, Stan Lee, Jack Kirby ou encore Mike Mignola.
Il a également co-créé La comédie illustrée, label d'édition de bandes dessinées. De 2006 à 2010, il est rédacteur en chef de Comix club pour les éditions Groinge.
Depuis 2015, Jean-Paul Jennequin édite la Revue LGBT-BD, qui compile de courtes bandes dessinées à thématique LGBT.
Jean-Paul Jennequin a été par ailleurs collaborateur à Scarce, Cahiers de la BD, 9e Art, Critix, Comix Club, Gay comics, Le Phacochère, Gorgonzola, Okaz, Boy Trouble, Yéti, Stéréoscomic, The slab selection, Picsou Magazine, Tsunami, Marvel, Circus, Mangazone, Manga 10 000 images, la Revue Egoscopic(bande dessinée autobiographique)
et à l'Indispensable.

## Publications

### Bandes dessinées
- Votre chien et vous, La comédie illustrée, 2001.
- Les folles nuits de Jonathan, La comédie illustrée, 2001.
- Le mois de... Juillet 2005, Groinge, 2005.
- Le mini de la semaine, 114 numéros, autoproduction
- Bulles gaies, 10 numéros, autoproduction
- Improbablement, 23 numéros, autoproduction
- Vitriol, 2 numéros, autoproduction
- Ridicule Bidule Bleu, 7 numéros, autoproduction
- Entre huit heures et huit heure cinq, autoproduction
- La Revue LGBT-BD, contributions et édition
- La Revue Egoscopic (contributions), bande dessinée autobiographique

### Études
- Kirby le magnifique, Bethy, 1998.
- Histoire du comic book tome 1 : Des origines à 1954, Vertige Graphic, 2002,